# 李士瑞
李士瑞，字鼎符，號芝田，廣西北流縣人。清朝政治人物，進士出身。

## 生平
李士瑞自幼嗜學，手不釋卷，道光二十四年（1844年）考中甲辰科舉人，二十七年（1847年）中式丁未科張之萬榜二甲七十四名進士，即用知縣，請求改教職，官慶遠府教授。後來因克復府城有功，陞任國子監監丞。卒時年僅三十七歲。光緒《北流縣志》有傳，附其父傳後。四弟士琨亦爲進士。

## 家族
父李善章為舉人，任教職多年，主講書院，教子有方。士瑞為長子，